# Cierva C.6
Die Cierva C.6 ist ein Tragschrauber des Konstrukteurs Juan de la Cierva, von dem Mitte der 1920er Jahre zwei Exemplare in Spanien gebaut und danach zwei Stück in Großbritannien bei Avro hergestellt wurden.

## C.6 und C.6bis
Cierva erkannte nach dem Absturz der Cierva C.5, dass er mit der Finanzierung der weiteren Entwicklung seines Autogirokonzepts überfordert war. Mittlerweile zeigte jedoch die spanische Luftwaffe, besonders in Person von Emilio Herrera Linares, der am Laboratorio Aerodinámico de Cuatro Vientos arbeitete und Cierva bereits vorher unterstützt hatte, Interesse an diesem neuartigen Luftfahrzeug. So konnten die ersten beiden Exemplare der Nachfolgekonstruktion C.6 in den Werkstätten der spanischen Luftwaffe in Cuatro Vientos gebaut werden. Die C.6 erhielt den Rumpf eines Avro 504K Schulflugzeugs einschließlich des 110 PS leistenden Le-Rhône-Umlaufmotors. Der Vierblattrotor mit Schlaggelenken wies eine konstante Tiefe auf und verwendete ein symmetrisches Göttingen-429-Profil. Das Erscheinungsbild des Rotors mit den nach unten hängenden Blättern rührte daher, dass die Blattholme bereits vor dem Einbau in dieser Form gebogen wurden. Wie bei den beiden vorangegangenen Maschinen setzte Cierva auch hier an Auslegern (Stahlrohrholme) montierte Querruder ein.
Im Februar 1924 erprobte J. L. Ureta die Maschine mit Erfolg. Aus nicht näher bekannten Gründen gibt es jedoch bis zum 12. Dezember 1924 keine weiteren Informationen über weitere Flüge. An diesem Tag führte Joaquin Loriga den ersten Überlandflug eines Tragschraubers von Cuatro Vientos nach Getafe über eine Entfernung von 12 km durch. Im Januar 1925 erlebten Vertreter von Vickers Ltd. in Cuatro Vientos eine Vorführung der Maschine, die dabei einen Triebwerk- und Rotorschaden erlitt. Wegen Unstimmigkeiten zwischen den Windkanalergebnissen, die in Spanien erlangte und denen, die Vickers in Weybridge gewann, führten zur Einstellung weiterer Verhandlungen.
Als Nachfolger flog im Mai 1925 zum ersten Mal die C.6bis, die sich von der bis dahin verwendeten C.6, vor allem durch einen größeren Rotordurchmesser unterschied. Die Rotorblätter besaßen nun, im Abstand von 0,61 m zum Mast, an ihrer Unterseite Haken (pegs) zum Aufwickeln des Startseils. Bis dahin erfolgte das Drehen des Rotors, mit dem dieser vor dem Start auf eine ausreichende Autorotationsrehzahl gebracht wurde, von Hand. Die einzige zusätzliche Veränderung war ein Austausch des Standard-Höhenleitwerks der Avro 504 durch eines mit vergrößerten und ausgeglichenen Rudern. Die Maschine wurde am 24. Juni 1925 durch Loriga in Cuatro Vientos dem spanischen König Alfons XIII. vorgeführt. Da auch viele Militärattachés anderer Nationen der Demonstration beiwohnten, erwachte auch im Ausland wieder das Interesse an den Cierva Autogiros.
Als dann die spanischen Behörden eine dauerhafte Unterstützung der Autogiro-Entwicklung in Spanien nicht garantieren wollten, versuchte Cierva in Frankreich und England für finanzielle Beteiligungen an seiner Erfindung zu werben. Während Frankreich zögerte, lud man Cierva nach England ein, die C.6bis beim Royal Aircraft Establishment (RAE) in Farnborough vorzuführen. Der erste Flug erfolgte dort am 10. Oktober 1925 mit Frank Courtney statt des erkrankten Loriga am Steuer. Bis zum 31. Oktober, als das Flugzeug bei einer harten Landung beschädigt wurde, konnten Flüge mit einer Dauer von insgesamt vier Stunden vor Regierungsvertretern, Militärs und der Presse durchgeführt werden. Die C.6bis konnte in einem Geschwindigkeitsbereich zwischen 107 und 46 km/h sicher geflogen werden.
Während dieser Vorführungsperiode hielt Cierva am 22. Oktober 1925 seinen ersten Vortrag vor der Royal Aeronautical Society. Danach trat J. G. Weir zusammen mit einigen Freunden an Cierva mit dem Ziel heran, seine Patente und Lizenzen für einen Bau seiner Autogiros in Großbritannien nutzen zu können. Hieraus folgte am 24. März 1926 die Gründung der Cierva Autogiro Company mit Büros in Bush House in London. Die Gesellschaft beschränkte sich auf Konstruktionsaufgaben und die Vergabe der Lizenzen; die spätere Produktion fand bei A.V. Roe in Hamble (Hampshire) statt.
Nach der Reparatur der C.6bis führte Courtney diese im Januar und Februar 1926 in Villacoublay französischen Behördenvertretern vor. Dies führte nach geraumer Verzögerung schließlich auch zum Lizenzbau in Frankreich, der von Lioré et Olivier durchgeführt wurde. Der Verbleib der C.6bis ist nicht bekannt, wahrscheinlich aber baute man sie wieder zu einer Avro 504K zurück.
Nachträglich wurden die C.6 und C.6bis als C.6A und C.6B bezeichnet.

## C.6C und C.6D
Die umfangreiche und erfolgreiche Erprobung der C.6B durch das RAE und zuletzt die Vorführungen in Frankreich veranlassten das britische Air Ministry zur Bestellung von zwei ähnlichen Exemplaren bei Avro, als Lizenznehmer der Cierva Autogiro Co. (Contract 680624/26). Die in Hamble gebauten C.6C (Avro 574) und C.6D (Avro 587) glichen weitgehend der C.6A und C.6B, hatten aber Clerget-Motoren mit 130 PS statt der Le-Rhône-Triebwerke. Das System nach dem Avro seine Konstruktionsnummern für die Cierva-Muster vergeben hat, ist nur schwer nachzuvollziehen. Manchmal wurden neue Nummern bei lediglich kleinen Änderungen an bereits existierenden Flugzeugen vergeben, wobei viele Tragschrauber-Zellen oft verändert und neu aufgebaut wurden. Die gleiche Zelle konnte so zwei bis drei unterschiedliche Konstruktionsnummern erhalten.
Die C.6C flog mit RAF-Kennzeichen und Courtney am Steuer in Hamble zum ersten Mal am 19. Juni 1926. Bei der Vorführung vor König George V. anlässlich des Hendon RAF Displays am 3. Juli trug sie dann auch die RAF-Seriennummer J8068. Später wurden die an die Auslegern angebrachten Querruder durch Stummelflügel ergänzt, um die Belastung des Rotors bei Vorwärtsflug zu vermindern. Am 7. Februar 1927 stürzte die C.6C ab, wahrscheinlich ausgelöst durch den Ermüdungsbruch einer Blattwurzel, dessen Ursache in der fehlenden Flexibilität der Blätter in der Rotationsebene lag. 
Die anschließende C.6D war der erste zweisitzige Tragschrauber und flog zum ersten Mal am 29. Juli 1926 in Hamble. Am nächsten Tag war Juan de la Cierva selbst der erste Passagier, der mit einem Tragschrauber befördert wurde. Am 5. September 1926 flog auch Ernst Udet die über Land nach Tempelhof transportierte Maschine. Nach der Rückkehr wurde sie als Cierva C.8R umgebaut und erhielt dabei einen Dreiblattrotor mit größerer Tiefe und Vertikalgelenken, die die Gefahr eines Ermüdungsbruchs an der Blattwurzel beheben sollten. Diese neuen Gelenke erlaubten dem Rotorblatt während der Drehung eine begrenzte Bewegung nach vorne und hinten. Ebenso erhielt die C.6D zusätzliche Stummelflügel. Steuerelemente waren nur am hinteren Platz vorhanden. Diese Arbeiten waren am 15. Oktober 1926 abgeschlossen. Avros Chef-Testpilot Bert Hinkler flog die C.8R im September 1927 mit einem Zweiblatt-Rotor. Auf Grund starker Vibrationen wurde vom Zweiblatt-Rotor jedoch Abstand genommen.
Nicht im Zusammenhang mit der Cierva C.6 standen die Muster C.8V und C.8L, die unter Cierva C.8 beschrieben sind.